# Karl Seitz
Karl Josef Seitz (* 4. September 1869 in Wien; † 3. Februar 1950 ebenda) war österreichischer Politiker, Reichsratsabgeordneter, als Vorsitzender der Konstituierenden Nationalversammlung von Deutschösterreich Staatsoberhaupt, Parteivorsitzender der Sozialdemokratischen Arbeiterpartei Deutschösterreichs (SDAP) und Bürgermeister von Wien.

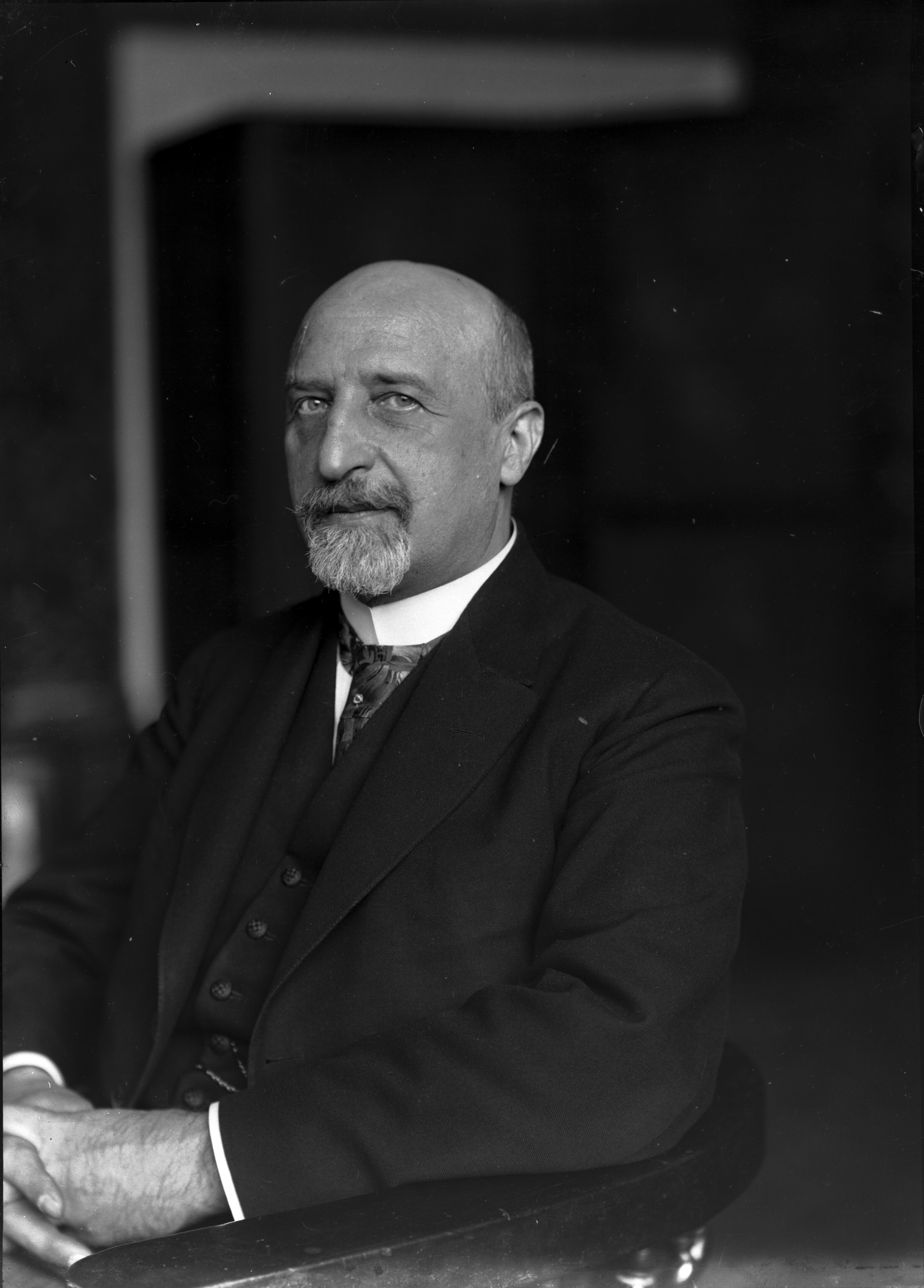
Karl Seitz (Foto von Ferdinand Schmutzer, 1925)

## Reichsratsabgeordneter

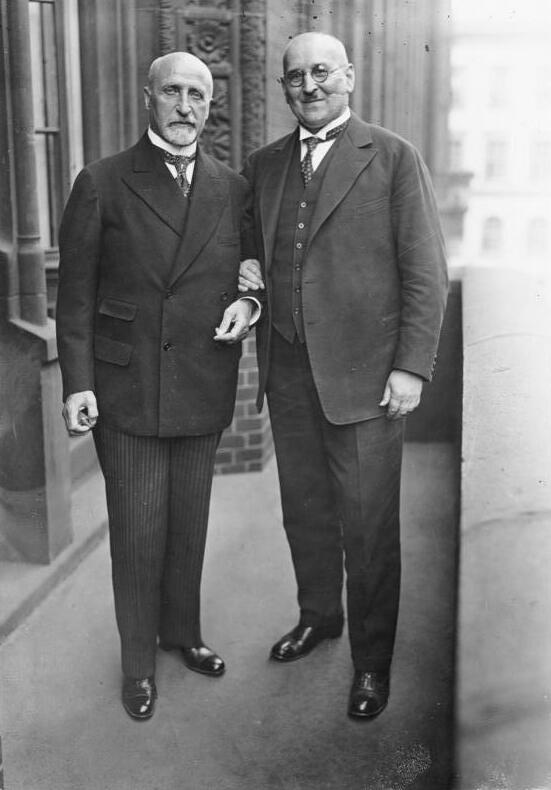
Seitz (links) mit dem Berliner Oberbürgermeister Böß

Karl Seitz wurde aufgrund des frühen Todes seines Vaters und der finanziellen Not seiner Mutter im städtischen Waisenhaus erzogen und besuchte anschließend das Landes-Lehrerseminar in St. Pölten.
Als politisch sehr engagierter Junglehrer und Mitglied der „Jungen“ war er Mitbegründer der Freien Lehrerstimme und später Obmann des Zentralvereins der Wiener Lehrerschaft und Wiener Bezirksschulrat. Im Jahr 1900 heiratete er Emilie Heindl.
1901 kandidierte er für die Sozialdemokratische Arbeiterpartei (SDAP) und wurde in das Abgeordnetenhaus des Reichsrates als erster sozialdemokratischer Abgeordneter der 4. Kurie (sogenannte Fünf-Gulden-Männer) gewählt; sein Wahlkreis Floridsdorf war damals Teil Niederösterreichs. 1902 erfolgte sein Einzug in den Landtag von Niederösterreich. Nach dem Eintritt in die Politik endete sein intensives Engagement für die Lehrerbewegung, aufgrund seiner Verdienste wurde er aber zum Ehrenmitglied des niederösterreichischen Landeslehrervereins ernannt. Im Reichsrat war er Mitglied der österreichischen Delegation zur Verhandlung mit Ungarn gemeinsamer Angelegenheiten und der Staatsschuldenkontrollkommission und in den letzten Jahren der Monarchie Präsident der Kriegswirtschaftlichen Kommission beider Häuser des Reichsrats sowie Vizepräsident des Abgeordnetenhauses.

## Parlamentsvorsitzender, Parteichef und Staatsoberhaupt
Karl Seitz wurde am 21. Oktober 1918 zu einem der drei gleichberechtigten Präsidenten der Provisorischen Nationalversammlung für Deutschösterreich gewählt. Jeweils einer der drei Präsidenten fungierte als Präsident im Hause (= Vorsitzender der Nationalversammlung), der andere als Präsident im Rate (= Vorsitzender des Staatsrates, des Vollzugsausschusses der Nationalversammlung) und der dritte als Präsident im Kabinett (= Vorsitzender der Staatsregierung). In diesen Funktionen wechselten sich die Präsidenten nach einer vereinbarten Reihenfolge laut Gesetz wöchentlich ab. Als einer der drei Präsidenten erhielt er am 8. November 1918 ein Grußtelegramm von US-Präsident Woodrow Wilson, in dem dieser seiner Freude Ausdruck gab, dass „die souveränen Völker nun das Joch der österreichisch-ungarischen Monarchie abgeworfen“ hätten.
Nach dem Tode Victor Adlers am 11. November 1918 wurde Seitz Parteivorsitzender und Leiter des Parlamentklubs der Sozialdemokraten, die bei der Wahl der Konstituierenden Nationalversammlung am 16. Februar 1919 die stärkste Kraft wurden. Vom 5. März 1919 (dem Tag seiner Wahl zum Präsidenten der Konstituierenden Nationalversammlung) bis zum 9. Dezember 1920 (Wahl und Angelobung des ersten Bundespräsidenten, Michael Hainisch) fungierte Seitz verfassungsgemäß auch als alleiniges Staatsoberhaupt der Republik. Die Nationalversammlung hielt unter seinem Vorsitz ihre letzte Sitzung am 1. Oktober 1920 ab, dem Tag, an dem sie das Bundes-Verfassungsgesetz, Hauptbestandteil der aus mehreren Gesetzen bestehenden Bundesverfassung, beschloss.
Nach den ersten Nationalratswahlen am 17. Oktober 1920, bei denen die Konservativen stärkste Kraft wurden, beendeten die Sozialdemokraten unter Seitz’ Führung auf Betreiben Otto Bauers am 22. Oktober 1920 die Große Koalition und verließen die Regierung. Seitz wurde am 10. November 1920 (dem Tag des Inkrafttretens der Verfassung) zum Zweiten Präsidenten des Nationalrates gewählt. Unabhängig davon wirkte er 1920 wesentlich an der Trennung Wiens von Niederösterreich mit.

## Wiener Bürgermeister

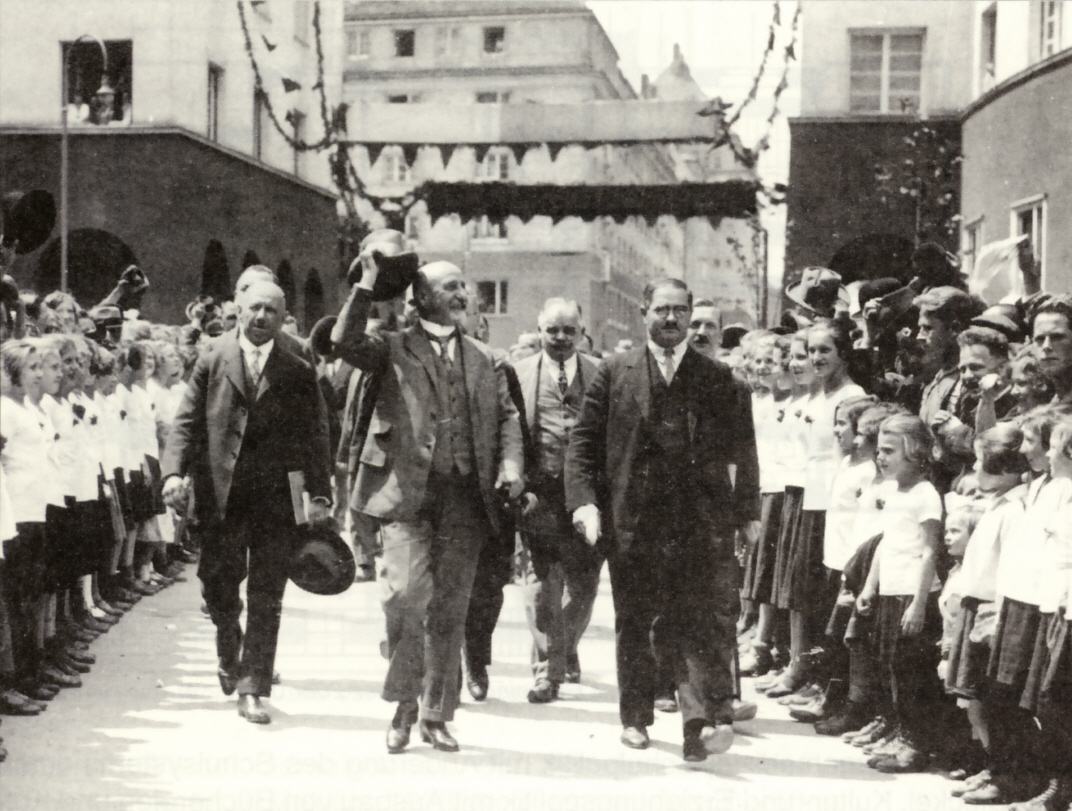
Eröffnung des Reismannhofes in der Längenfeldgasse durch Seitz, 1926

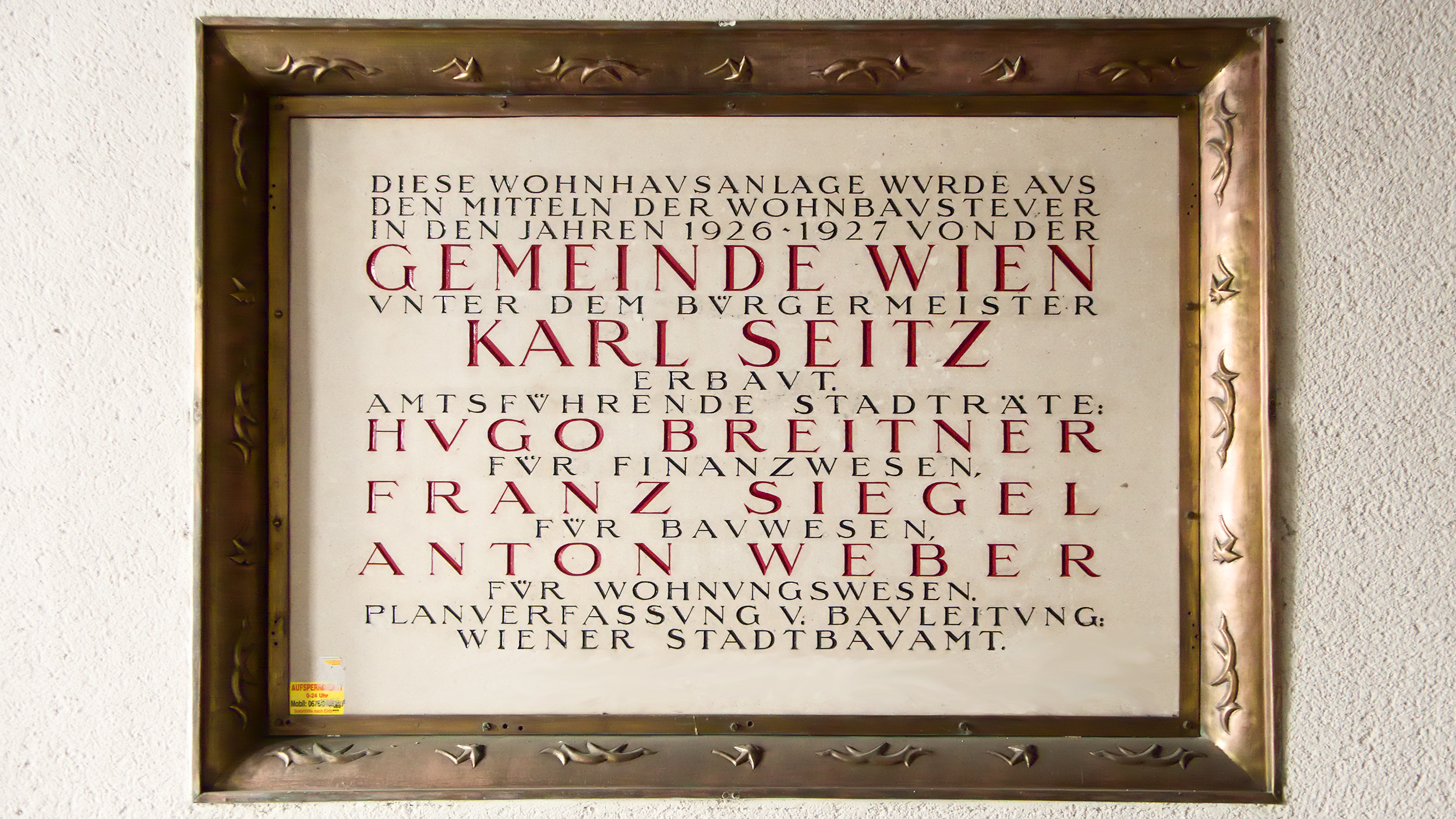
Tafel an einem Wiener Gemeindebau mit Hinweis auf die Wohnbausteuer und Nennung von Karl Seitz, Hugo Breitner, Franz Siegel und Anton Weber

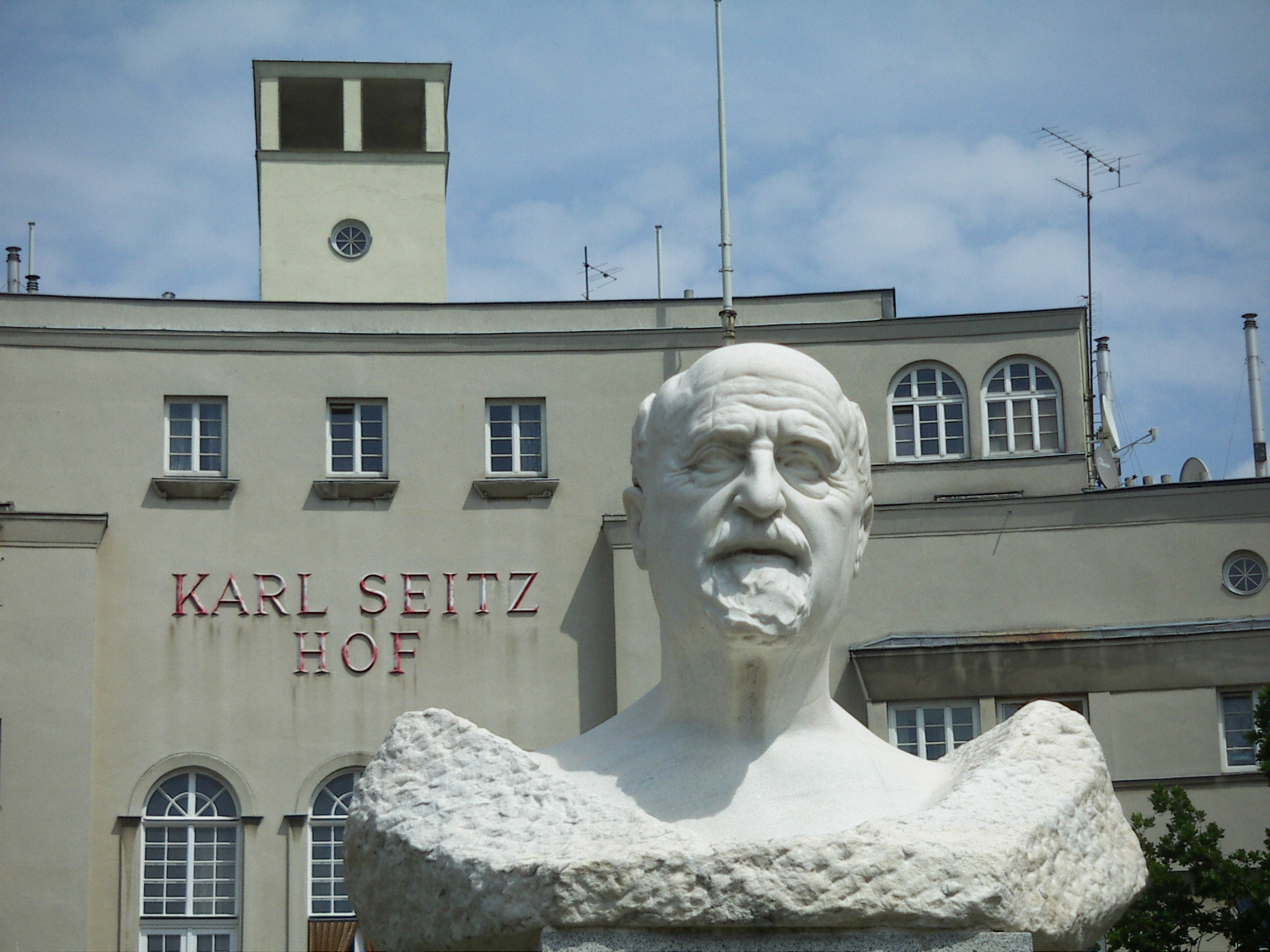
Skulptur vor dem Karl-Seitz-Hof

1923 folgte er Jakob Reumann als Wiener Landeshauptmann und Bürgermeister nach (siehe Landesregierung und Stadtsenat Seitz I bis Seitz III) und blieb bis zu seiner Amtsenthebung und Verhaftung am 12. Februar 1934 in dieser Position. Unter seiner Bürgermeisterschaft entwickelten vor allem seine Stadträte Julius Tandler auf dem Gebiet des Gesundheitswesens und Hugo Breitner auf dem Gebiet der Finanzpolitik sowie Stadtschulratspräsident Otto Glöckel auf dem Gebiet der Schulorganisation bedeutende kommunalpolitische Konzepte. Deren Umsetzung verhalf Wien zu einer Blütezeit und machte die Stadt zum internationalen Vorzeigeobjekt sozialdemokratischer Kommunalpolitik („Das Rote Wien“). 1929 wurde er zum Ehrenbürger der Stadt Wien ernannt.
1923 gewährte Seitz Imre Békessy „das ersehnte Heimatrecht, wodurch seine Doppelstaatsbürgerschaft in Österreich und Ungarn möglich wurde“. Der von Karl Kraus seiner Unseriosität bzw. Kriminalität wegen bekämpfte Zeitungsverleger kehrte 1926 von einem Auslandsaufenthalt nicht mehr nach Wien zurück, nachdem der Geschäftsführer seines Verlages wegen Erpressung verhaftet worden war.
Während Seitz’ Amtszeit als Wiener Bürgermeister fand eine politische Radikalisierung statt: Der Justizpalastbrand von 1927 markiert dabei als Wendepunkt den Verfall der demokratischen Republik. Im selben Jahr verübte Richard Strebinger ein Attentat auf Seitz.

## In zwei Diktaturen
Im März 1933 erfolgte die von Engelbert Dollfuß so genannte „Selbstausschaltung des Parlaments“, gegen die der Bundespräsident als Hüter der Verfassung nichts unternahm. Nach dem Bürgerkrieg (sozialdemokratische Lesart) bzw. dem Februaraufstand (konservative Lesart) 1934 blieb der am 12. Februar verhaftete Seitz für mehrere Monate inhaftiert. Nach seiner Haftentlassung leistete er mit seinen „Spaziergängen“ einen Beitrag zum Widerstand: Es erregte Aufsehen, dass der in ganz Wien bekannte ehemalige Spitzenpolitiker, dem juristisch nichts vorzuwerfen war, einfach durch die Straßen schlenderte. Er stand – wenn auch wegen seiner Überwachung durch die Polizei nur lose – mit den Revolutionären Sozialisten in Kontakt.
Im Zuge des „Anschlusses“ Österreichs folgte 1938 eine kurze Haftzeit. 1939 trat Seitz aus der römisch-katholischen Kirche aus, wobei er jedoch in Kontakt mit der Widerstandsgruppe rund um Kaplan Heinrich Maier stand. Im Zusammenhang mit dem Attentat vom 20. Juli 1944 auf Hitler erfolgte seine Internierung, darunter auch im KZ Ravensbrück. Nach der Entlassung aus dem KZ kurz vor Ende des Zweiten Weltkriegs wurde er in die thüringische Kleinstadt Plaue verbannt.

## Zweite Republik

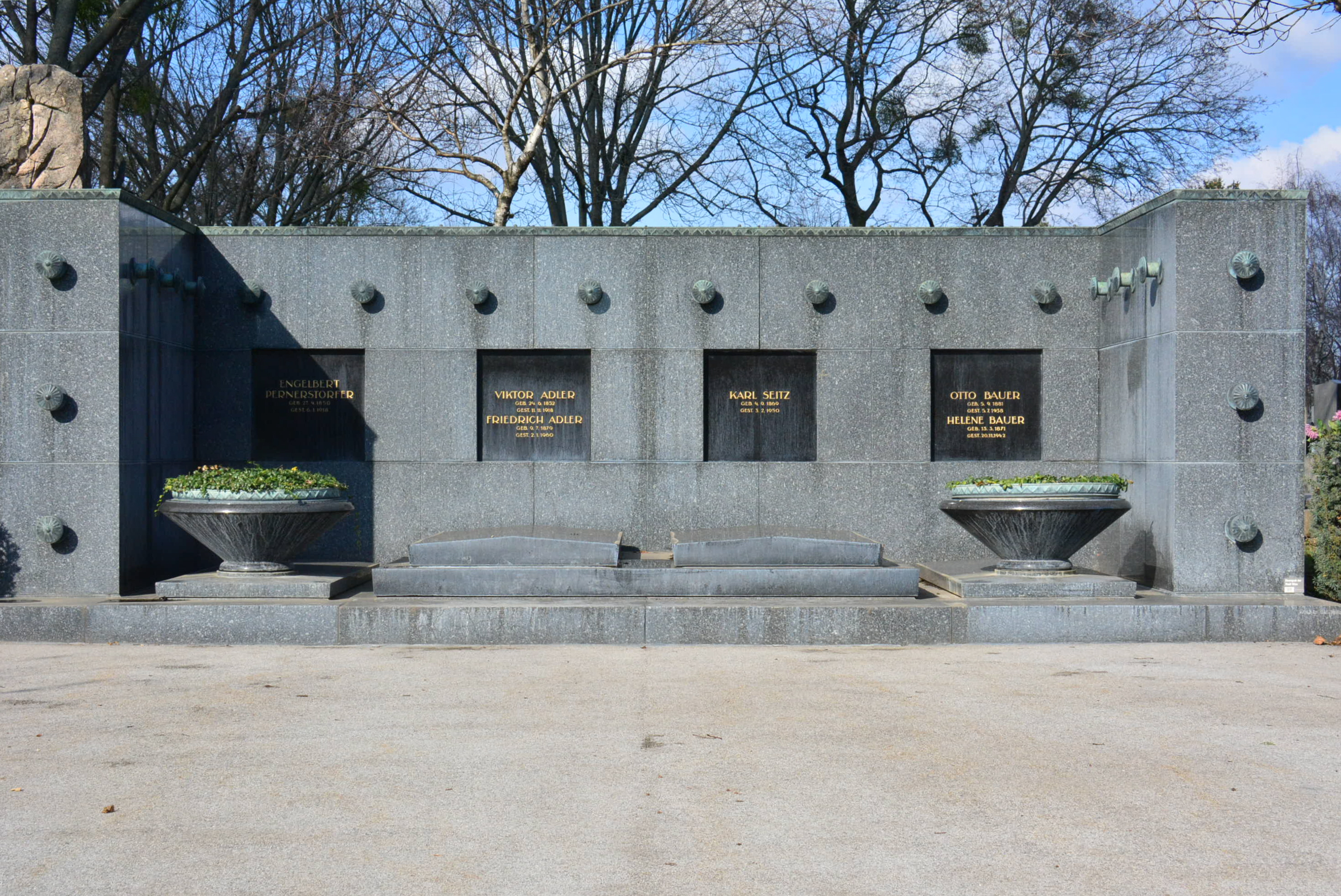
Wiener Zentralfriedhof – Grabanlage mit den letzten Ruhestätten von Victor Adler, Otto Bauer, Karl Seitz und Engelbert Pernerstorfer

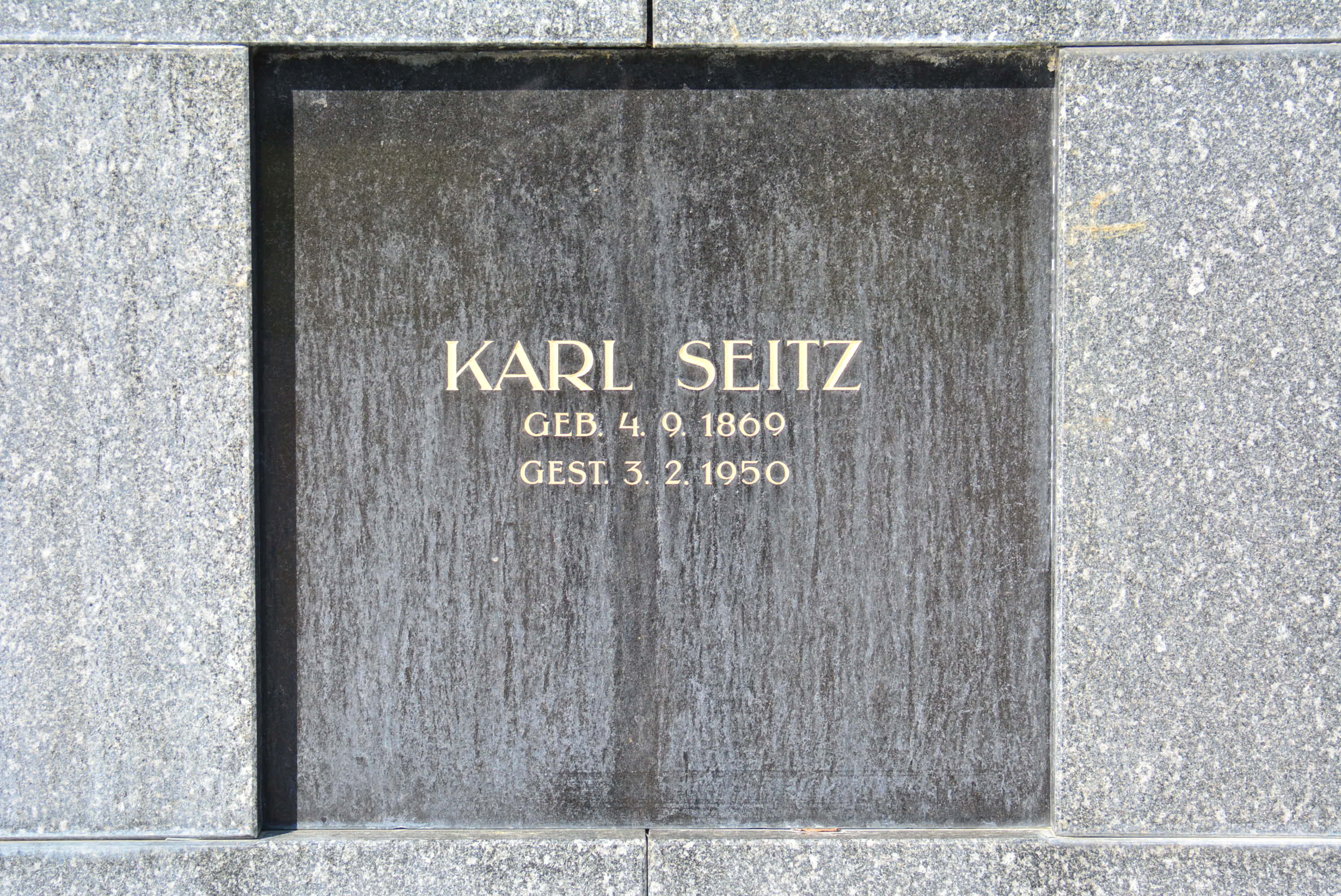
Detail: Seitz’ Grabtafel

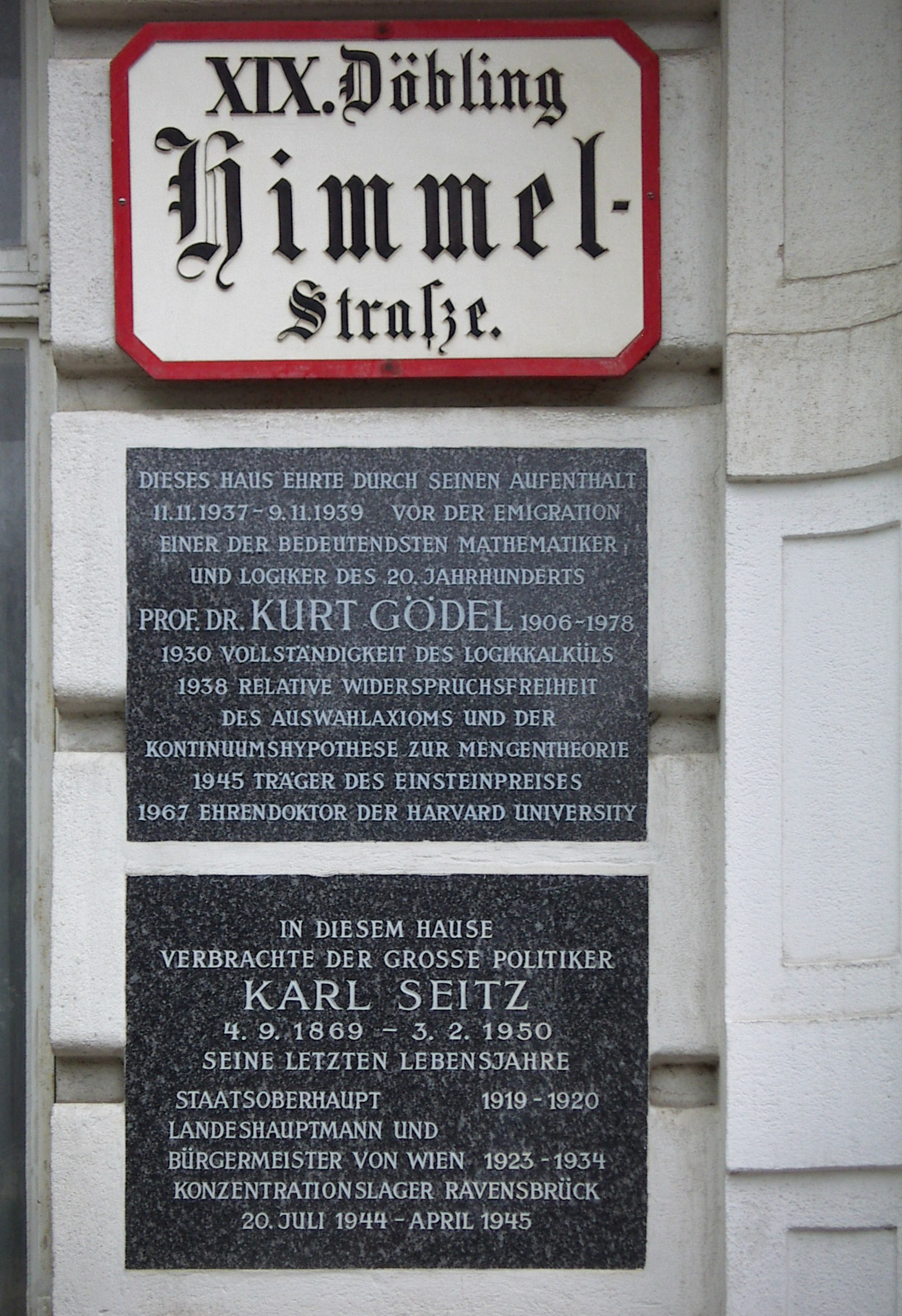
Gedenktafel an Seitz’ letztem Wohnsitz im 19. Bezirk, Grinzing, Himmelstraße 43

Nach Kriegsende kehrte er mit besatzungstechnisch begründeter Verzögerung nach Wien zurück. Nachdem seine erste Frau 1943 verstorben war, heiratete Seitz 1945 Emma Seidel (1895–1978), eine Tochter der Frauenrechtlerin Amalie Seidel. Nach der Neugründung der SPÖ legte er den Parteivorsitz, den er formell als letzter SDAP-Vorsitzender noch innehatte, zugunsten Adolf Schärfs nieder. Er wurde Ehrenvorsitzender der SPÖ und war weiter als Abgeordneter im Nationalrat tätig. Am 19. Dezember 1945 führte er als Alterspräsident des ersten Nationalrats der 2. Republik dessen erste Sitzung bis zur Wahl des ersten Nationalratspräsidenten der 2. Republik, Leopold Kunschak, dessen erste Sitzung. Das letzte große Aufsehen erregte der von einem leichten Schlaganfall geschwächte Seitz mit seiner Rede vom 20. März 1946, in der er sich gegen die Bevormundung des österreichischen Nationalrates durch die Alliierten aussprach. Seitz war von 1946 bis 1950 Präsident des Österreichischen Roten Kreuzes.
Am 3. Februar 1950 starb Karl Seitz im 81. Lebensjahr an Herzversagen und wurde am 12. November 1950 in einem eigens errichteten, ehrenhalber gewidmeten Grab auf dem Wiener Zentralfriedhof (Gruppe 24, Reihe 5, Grab Nr. 2) beigesetzt. Seine zweite Frau Emma ist im Urnengrab ihrer Mutter Amalie Seidel an der Feuerhalle Simmering bestattet.

## Ehrungen
Am 16. Juni 1951 wurde eine große, in Seitz’ Amtszeit als Bürgermeister errichtete Gemeindebauanlage im 21. Wiener Bezirk Karl-Seitz-Hof benannt und auf ihrem zentralen Platz, dem 1998 so benannten Karl-Seitz-Platz, eine von Gustinus Ambrosi gestaltete Seitz-Skulptur aufgestellt (Seitz war 1901 als Abgeordneter für Floridsdorf, seit 1905 21. Bezirk, in den Reichsrat gewählt worden).
1962 wurde rechts an der Zufahrt vom Burgtheater zum Rathaus eine von Gottfried Buchberger geschaffene Bronzestatue von Karl Seitz errichtet. Als Pendant zum Denkmal des letzten demokratischen Bürgermeisters der Ersten Republik steht links an der Zufahrt das Denkmal des ersten Bürgermeisters der Zweiten Republik, Theodor Körner.